# Antoon Verschoot
Antoon Verschoot, né à Ypres le 19 juin 1925 et décédé le 1er février 2017, était un sapeur-pompier  et clairon belge, membre de la Last Post Association qui commémore la mémoire des milliers de soldats britanniques et du Commonwealth morts au cours des batailles autour du saillant d'Ypres pendant la Première Guerre mondiale, en sonnant le Last Post tous les jours à 20heures sous la Porte de Menin, à Ypres.

## Biographie

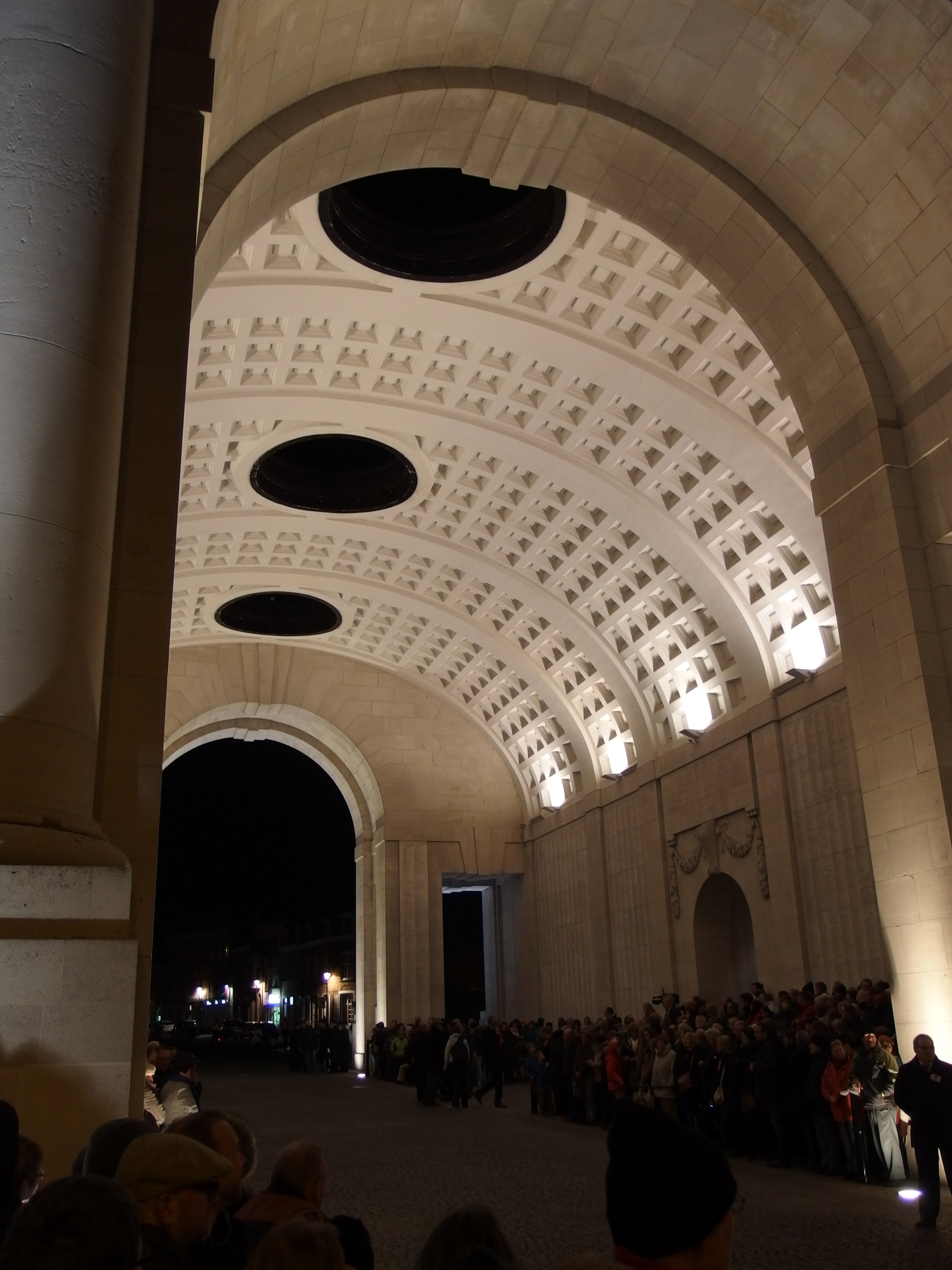
L'une des cérémonies quotidiennes du Last Post sous la Porte de Menin, à Ypres, en 2014.

Le 12 décembre 2015, Antoon Verschoot a joué son dernier Last Post à la Porte de Menin après 65 ans passés au sein du corps des sapeurs-pompiers d'Ypres, qu'il a rejoint en 1950 et qui sont, par tradition, les sonneurs quotidiens de la cérémonie depuis sa création le 2 juillet 1928. Il est devenu clairon pour la Last Post Association en 1954, ce qui fait de lui le clairon le plus ancien et le plus longtemps en service au sein de l'association. On estime qu'Antoon Verschoot a sonné le Last Post plus de 15 000 fois.

## Distinctions
- Ordre de la Couronne
- Ordre de l'Empire britannique